# Colorado Chill
Die Colorado Chill waren eine US-amerikanische Damen-Basketball-Mannschaft der National Women’s Basketball League mit Sitz in Loveland im US-Bundesstaat Colorado.
Die Chill spielten von 2004 bis 2006 insgesamt 3 Saisons in der NWBL. Die Chill konnten die letzten beiden Saisons für sich entscheiden. Nachdem die NWBL 2007 aufgelöst wurde, versuchten die Chill 2008 der Women’s National Basketball Association beizutreten, jedoch fehlten am Ende die finanziellen Mittel für eine Expansion Franchise in der WNBA.

## Team Statistik
Abkürzungen: GP = Spiele, W = Siege, L = Niederlagen
| Saison | GP | W  | L  | Siege in % | Playoffs                                  |
| ------ | -- | -- | -- | ---------- | ----------------------------------------- |
| 2004   | 21 | 15 | 6  | 71,4       | Niederlage im Finale, 69:73 (Dallas Fury) |
| 2005   | 24 | 16 | 8  | 66,7       | NWBL-Meister, 77:70 (Dallas Fury)         |
| 2006   | 20 | 16 | 4  | 80,0       | NWBL-Meister, 78:71 (San Diego Siege)     |
| Gesamt | 65 | 47 | 18 | 72,3       | 2 NWBL Titel                              |